# Костев (Харьковская область)
Ко́стев (укр. Костів) — село в Валковской городской общине Богодуховского района Харьковской области Украины.
Код КОАТУУ — 6321283501. Население по переписи 2001 г. составляет 565 (258/307 м/ж) человек.
До 2020 года является административным центром Костевского сельского совета, в который, кроме того, входили сёла
Гузовка,
Колодковка и
Семковка.

## Географическое положение
Село Костев примыкает к г. Валки, в 1 км находятся сёла Семковка и Колодковка.

## История
- 1780 — дата основания.

## Экономика
- В селе есть свино-товарная ферма.
- «Костевское», частное сельскохозяйственное предприятие.

## Объекты социальной сферы
- Костевский детский сад «Дзвіночок».
- Клуб.
- Почта.

## Достопримечательности
- Братская могила советских воинов.
- Могила Владимира Леонидовича Бевзюка